# زبان اجرای فرایند کسب‌وکار
زبان اجرای فرایند کسب‌وکار خدمات وب (به انگلیسی: Web Services Business Process Execution Language) با کوته‌نوشت WS-BPEL که معمولاً به صورت BPEL (زبان اجرای فرایند کسب‌وکار) شناخته می‌شود، یک زبان قابل اجرا در استاندارد اوای‌سیس است، که هدف آن تعیین فعالیت‌های موجود در فرایندهای کسب‌وکار توسط خدمات وب می‌باشد. فرایندهای BPEL اطلاعات را منحصراً به کمک «واسط‌های وب سرویس» وارد و خارج می‌کنند.

## دیدکلی
به دو صورت می‌توان تعاملات وب سرویس‌ها را مدل‌سازی کرد: به صورت «فرایندهای کسب‌وکار قابل اجرا» و به صورت «فرایندهای کسب‌وکار انتزاعی».
1. یک فرایند کسب‌وکار قابل اجرا: رفتار واقعی یک مشارکت‌کننده در یک تعامل تجاری را مدل می‌کند.
2. فرایند کسب‌وکار انتزاعی: یک فرایند نیمه‌معین است، که هدف از آن اجرا شدن «نیست». برخلاف فرایندهای قابل اجرا، یک فرایند انتزاعی می‌تواند بعضی از جزییات عملیاتی واقعی لازم را پنهان سازی کند. فرایندهای انتزاعی به صورت «نقش توصیفی» برای احتمالاً بیش از یک «مورد استفاده » عمل می‌کنند، که شامل رفتار قابل‌مشاهده و/یا الگوی فرایند می‌باشد.

WS-BPEL می‌خواهد رفتار فرایندها را مدل‌سازی کند، و این کار از طریق یک زبان برای «ذکر مشخصات» فرایندهای کسب‌وکار هم انتزاعی و هم قابل‌اجرا انجام می‌شود. با این کار، مدل تعامل وب سرویس‌ها گسترش می‌یابد و این قابلیت ایجاد می‌شود تا از از «تراکنش‌های کسب‌وکار» هم پشتیبانی شود. این زبان یک مدل یکپارچه‌سازی تعامل‌پذیر را تعریف می‌کند که باید «توسعه یکپارچه‌سازی فرایندهای خودکار» را هم در داخل و هم بین کسب‌وکارها تسهیل کند. توسعه این زبان از ایده جداسازی انواع زبان «برنامه‌نویسی کوچک» از «برنامه‌نویسی بزرگ» گرفته شده‌است.
از این رو در XML پیاپی‌سازی (سریال‌سازی) شده‌است و هدفش ایجاد قابلیت برنامه‌نویسی‌های بزرگ مقیاس است.